# Arthrura
Arthrura är ett släkte av kräftdjur. Arthrura ingår i familjen Tanaellidae.
Kladogram enligt Catalogue of Life:
| Arthrura | \| \| Arthrura andriasnevi \| \| \| \| \| \| Arthrura shiinoi \| \| \| \| |
|          | \| \| Arthrura andriasnevi \| \| \| \| \| \| Arthrura shiinoi \| \| \| \| |
|          | Araphura                                                                  |
|          |                                                                           |
|          | Tanaella                                                                  |
|          |                                                                           |
|          | Arthrura andriasnevi                                                      |
|          |                                                                           |
|          | Arthrura shiinoi                                                          |
|          |                                                                           |

|  | Arthrura andriasnevi |
|  |                      |
|  | Arthrura shiinoi     |
|  |                      |